# Olaf Michel
| Qualitätssicherung | Dieser Artikel wurde aufgrund von formalen und/oder inhaltlichen Mängeln auf der Qualitätssicherungsseite der Redaktion Medizin eingetragen. Bitte hilf mit, die Mängel dieses Artikels zu beseitigen, und beteilige dich dort an der Diskussion. Die Mindestanforderungen für medizinische Artikel sollen dadurch erfüllt werden, wodurch eine eventuelle Löschung des Artikels oder von Artikelpassagen innerhalb von vier Wochen vermieden wird. | Redaktion Medizin |

Olaf Michel (* 1956) ist ein deutscher und belgischer Hals-Nasen-Ohren-Arzt, Hochschullehrer und medizinischer Gutachter.

## Karriere
Michel studierte Pharmazie und Humanmedizin in Paris und Berlin.
Nach seiner Facharztausbildung in HNO-Heilkunde zunächst in Berlin und später in Köln wurde er am 15. Januar 1992 an der Universität zu Köln im Fach HNO habilitiert. Seit Beginn seiner wissenschaftlichen Laufbahn beschäftigte er sich mit den Nasennebenhöhlen und initiierte dazu internationale Fortbildungskurse.
Er war Professor an der Universität Leipzig und ist weiterhin außerplanmäßiger (apl.) Professor an der Universität zu Köln sowie seit seiner Emeritierung klinischer Professor an der Vrije Universiteit Brussel, wo er weiterhin stellvertretender Direktor der HNO-Abteilung am UZ Brussel ist.
Er gründete auch ein privates Institut für HNO-Begutachtung in Köln.

## Wissenschaftliche Beiträge
Michel veröffentlichte über 300 wissenschaftliche Arbeiten, zahlreiche Buchkapitel und mehrere Monografien. Seine Werke sind in Fachkreisen weit verbreitet und gelten als Standardliteratur. Aktuell (2025) hat er einen wissenschaftlichen Publikationsindex „H-Index“ von 33.

### Morbus Menière
Michel veröffentlichte ein Standardwerk über Morbus Menière. In seinem Buch Morbus Menière und verwandte Gleichgewichtsstörungen dokumentierte Michel erstmals die Originalunterschrift von Prosper Menière, die er durch Archivstudien in Paris entdeckte. Er zeigte, dass Menière seinen Namen ohne accent aigu schrieb und dass der accent aigu später von dessen Sohn Émile Menière eingeführt wurde.

### Osmoagnosie
Michel prägte den Begriff Osmoagnosie zur Beschreibung einer kognitiven Riechstörung, bei der Patienten Gerüche zwar wahrnehmen, aber nicht benennen können. Die Einführung dieses Begriffs erfolgte in seinem ArtikelSchmecken Sie Zimt? und stellt eine Erweiterung der diagnostischen Kategorien für zentrale Riechstörungen dar.

### Weitere Werke
Zu seinen bekanntesten Publikationen zählen:
- Der Hörsturz (Thieme, 1994), ein Werk zur Pathophysiologie und Therapie des idiopathischen Hörsturzes.[4]
- Gutachten in der HNO – Fundiert, überzeugend, sachlich (Springer, 2024), ein umfassendes Standardwerk zur medizinischen Begutachtung im HNO-Bereich.[5]

## Funktionen und Mitgliedschaften
Michel ist Mitherausgeber für das Fachgebiet „Gutachtertätigkeit“ bei Springer Medizin, Mitglied des Editorial Boards der European Archives of Oto-Rhino-Laryngology und wissenschaftlicher Beirat der ZeitschriftHNO-Nachrichten. Er ist zudem geschäftsführendes Mitglied der Gutachterkommission der Ärztekammer Nordrhein und Träger des Zertifikats „Medizinische Begutachtung“ dieser Kammer.

## Internationale Tätigkeit
Michel ist Mitbegründer des International Sinus Course zwischen Brüssel und Köln und regelmäßig als Dozent bei internationalen Fortbildungen in Europa und Asien tätig. Seine Werke sind auch in Belgien, Frankreich und den Niederlanden verbreitet.

## Segeln
Während seines Studiums nahm er auf der Segelyacht Walross III (Akademischer Segler-Verein in Berlin) an dem Whitbread-round-the-world Race 1981/1982 (jetzt: The Ocean Race) teil.